# Plasmone
In fisica della materia, il plasmone è un'eccitazione collettiva associata alle oscillazioni del plasma di elettroni contenuti in un sistema. Il plasmone è un quanto delle oscillazioni di plasma, ovvero una quasiparticella risultante dalla quantizzazione delle oscillazioni di plasma.

## Spiegazione
Il plasmone è già grossolanamente descrivibile al livello di una visione semi-classica nel contesto del modello di Sommerfeld. In questo modello un plasmone è visto come un'oscillazione collettiva della nube di elettroni rispetto al fondo caricato positivamente costituito dagli ioni del sistema.
L'energia del plasmone può essere stimata attraverso il modello a elettroni liberi come:
{\displaystyle E_{p}=\hbar {\sqrt {\frac {ne^{2}}{m\epsilon _{0}}}}}
dove {\displaystyle n} è la densità di elettroni nella banda di conduzione, {\displaystyle e} è la carica dell'elettrone, {\displaystyle m} la massa dell'elettrone e {\displaystyle \epsilon _{0}} la permittività elettrica.
Il plasmone è associato ad una oscillazione longitudinale del campo elettromagnetico.

## Plasmone di superficie
Il plasmone di superficie è un plasmone localizzato in prossimità della superficie di un solido. È caratterizzato da una energia differente e una relazione di dispersione che va come la radice quadrata del modulo del momento. È una delle due classi di onde superficiali insieme all'onda di superficie di Dyakonov.
Questo tipo di plasmone viene usato per amplificare la radiazione Čerenkov e per la produzione di metamateriali.